# Tapinocyba pallens
Tapinocyba pallens là một loài nhện trong họ Linyphiidae.
Loài này thuộc chi Tapinocyba. Tapinocyba pallens được Octavius Pickard-Cambridge miêu tả năm 1872.